# Le Marché aux herbes d'Amsterdam
Le Marché aux herbes d'Amsterdam ou Le Marché aux légumes d'Amsterdam (vers 1660-1661) est une peinture à l'huile sur toile du peintre néerlandais Gabriel Metsu ; c'est un exemple de l'Âge d'Or de la peinture néerlandaise. Il fait partie de la collection de peintures du musée du Louvre.

## Description
Hofstede de Groot, en 1908, a écrit: « C'est un excellent travail, mais il est en très mauvais état. Les arbres ne sont pas, dans l'ensemble, bien rendus ; il est évident que Metsu n'était pas un peintre de paysages... »
Sm. dit (1833) : « Cette image capitale a eu la réputation d'être le chef-d'œuvre du maître, et le grand prix auquel il a été vendu confirme cette opinion. »
L'œuvre faisait partie de la collection du Roi Louis XVI et est aujourd'hui au Louvre.

## Détails

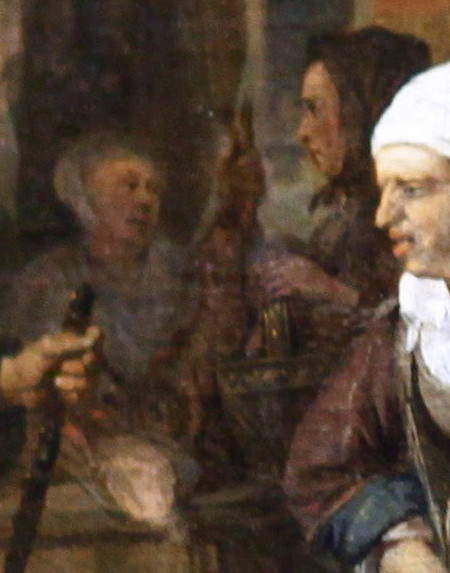
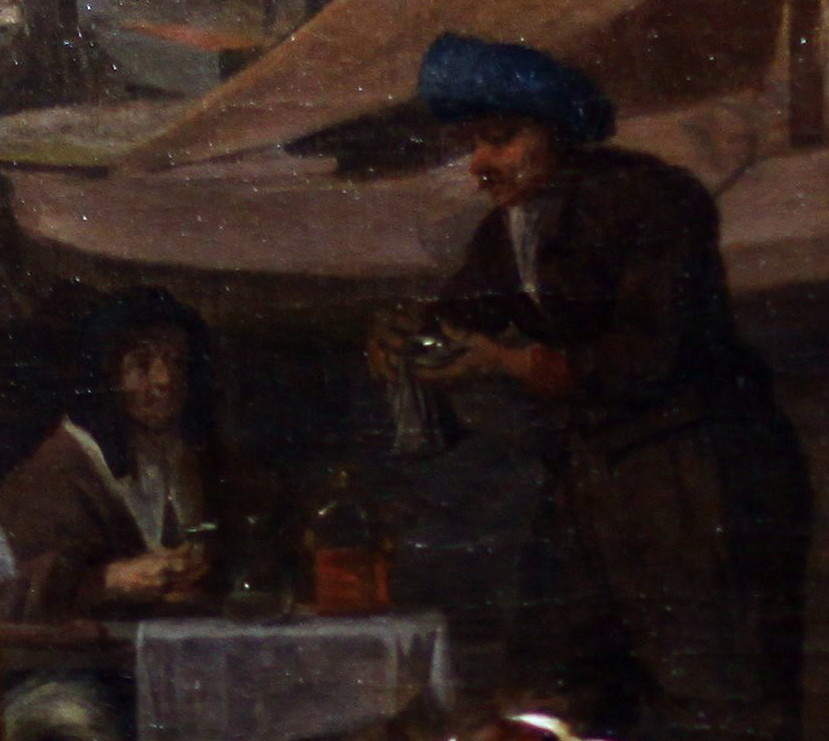
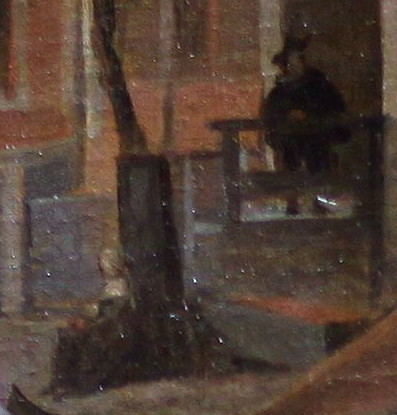
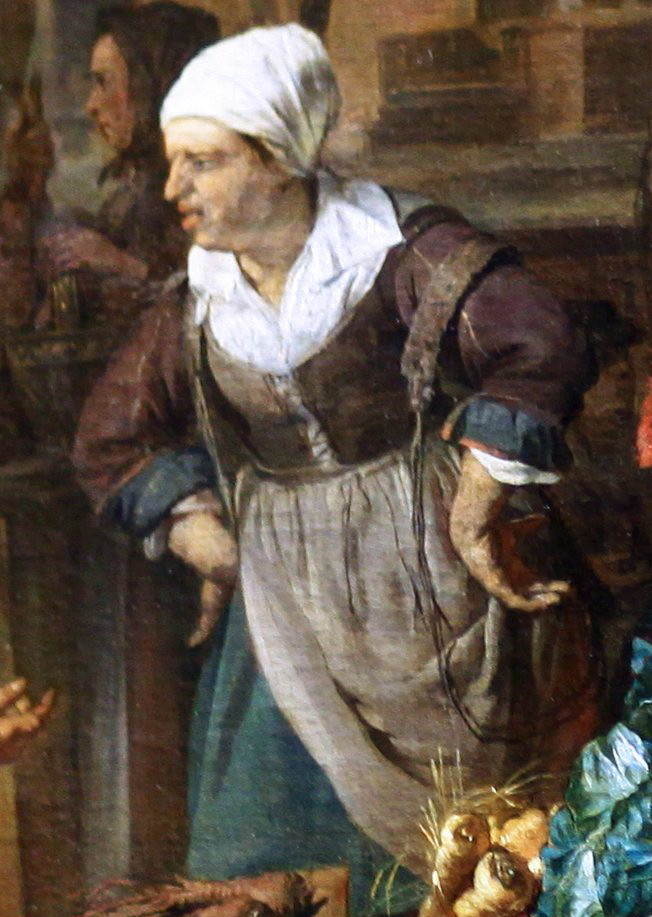
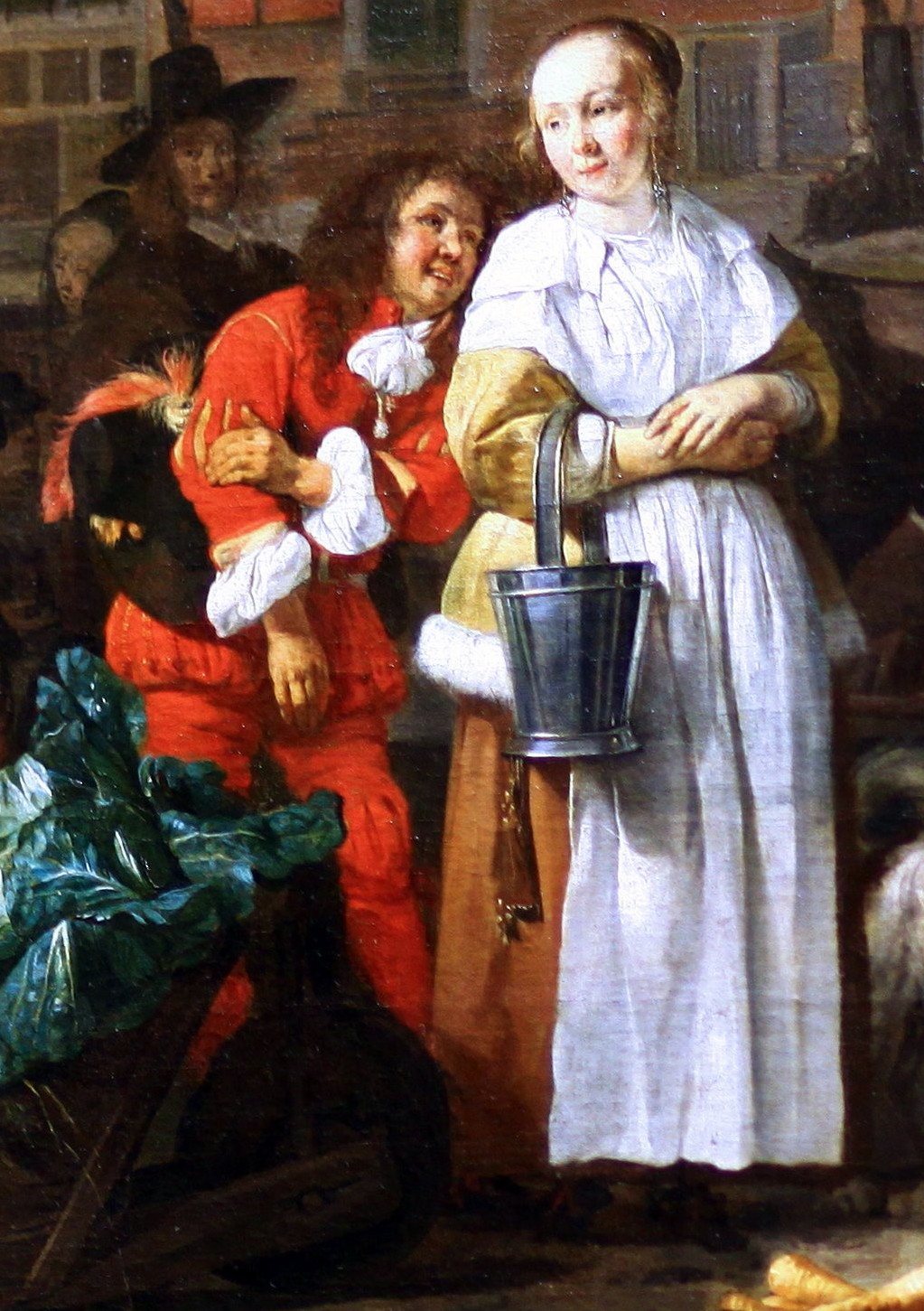
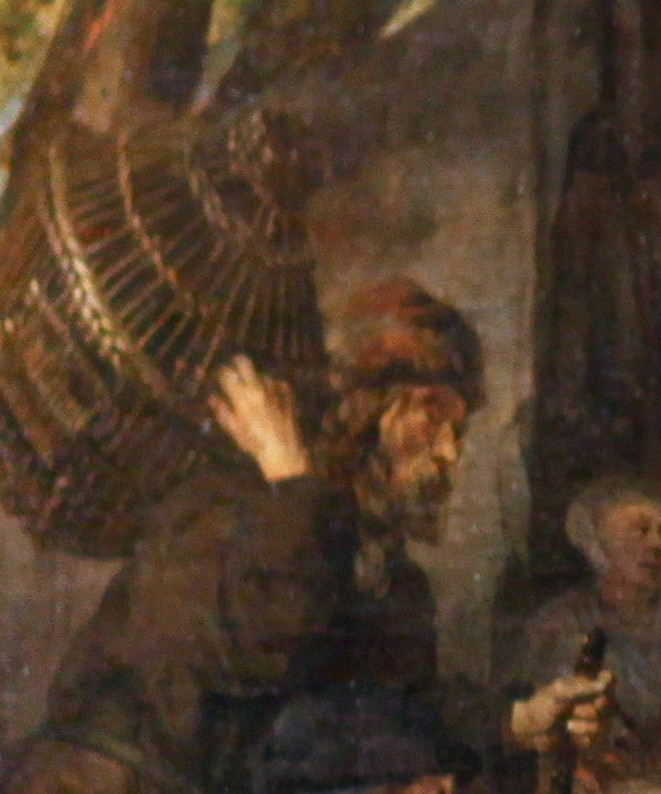

Cette peinture a été récemment nettoyée, ce qui rend possible d'observer plus de détails qu'auparavant :

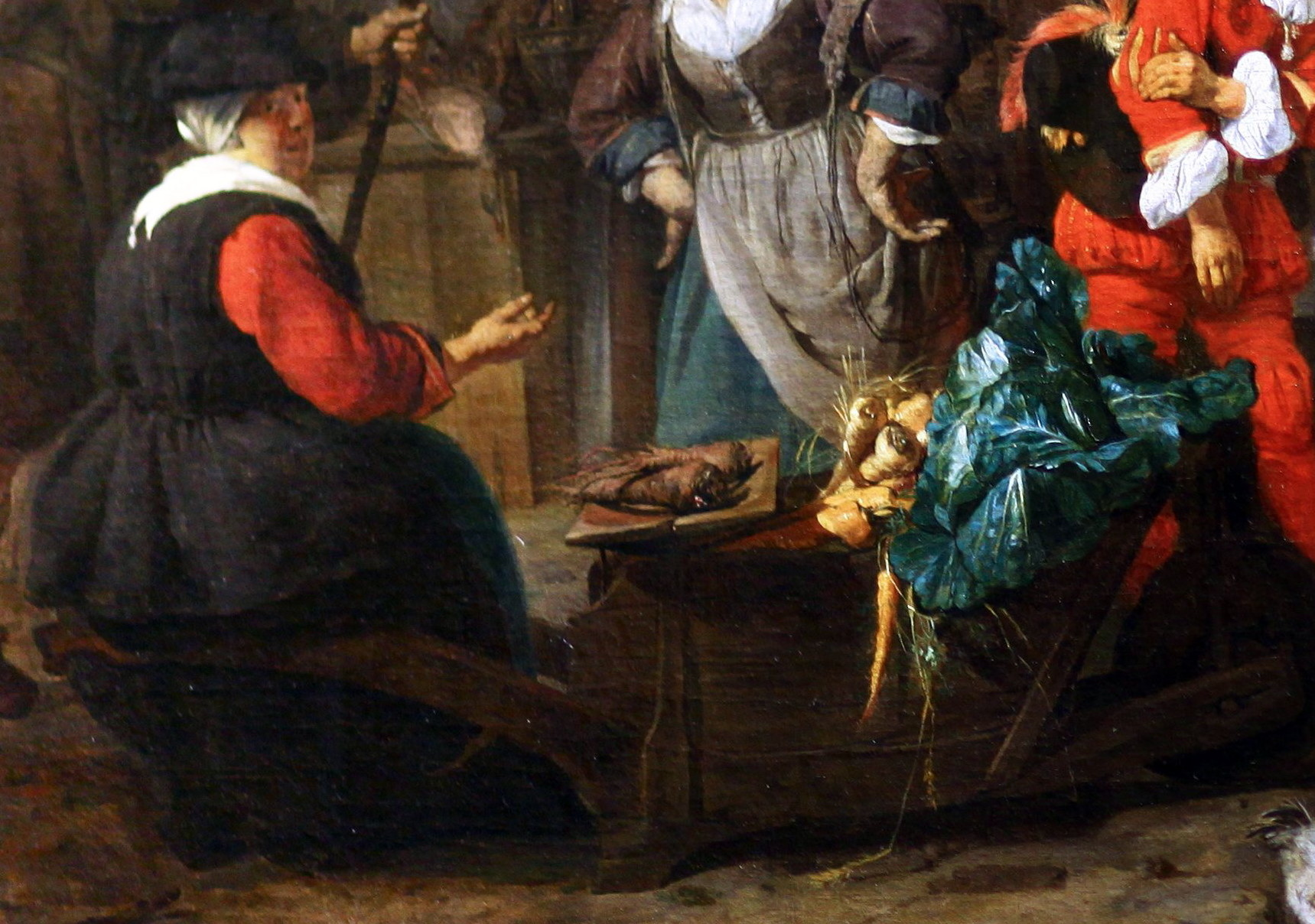
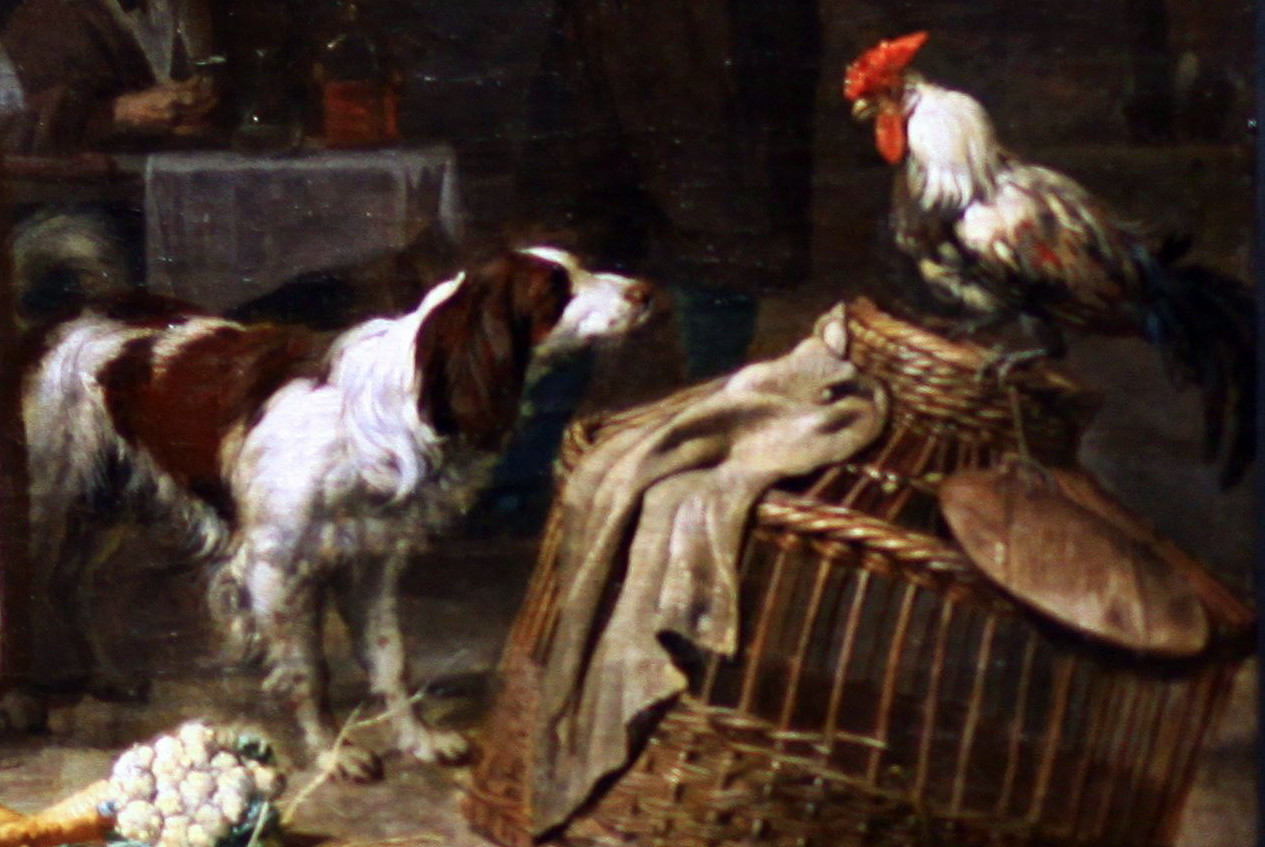
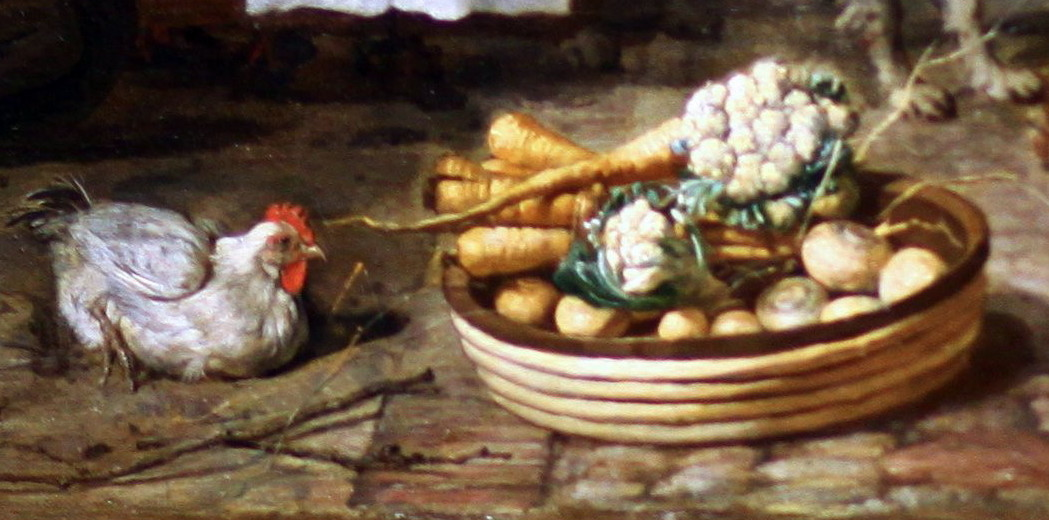